# Знамена на Вътрешната македоно-одринска революционна организация
Знамената на Вътрешната македоно-одринска революционна организация са ушивани в периода на съществуване на организацията между 1893 – 1915 година. Няколко от тях са запазени до днес, а други са изгубени или унищожени.

## Знамена от Солунски революционен окръг

### Ениджевардарско знаме
Знамето на ениджевардарския революционнен район е ушито от учителката Мария Капитанчева през зимата на 1903 година по указание на Апостол Петков. Представлява съшити червен и зелен плат с девойка застанала пред убит турски войник, с надпис над нея „Свобода или смъртъ“. На обратната страна е изписан девиза „Дерзай народе Богъ е с насъ“ върху православен кръст. След Илинденското въстание знамето е спасено от отец Димитър Джутев. Потомката на българи от Южна Македония Анка Николова Хикимова – Колакова го предава през 2014 година в НВИМ.

### Кукушко знаме
Знамето е ушито от Райна Измирлиева с помощта на Анна Малешевска по проект на Мицо Измирлиев. Знамето било двуслойно – червено и зелено. На него е извезана девойка със знаме в ръка, на което пише „Свобода или смъртъ“, а под него девиза „Долу тиранина“. Знамето е пленено от турската войска и отнесено в Солун.

### Тиквешко знаме
Знамето е изработено през март 1903 година в къщата на Йованче Михайловски от Евгения Михайловска, Тима Минчева, Лефтерка Грозданова и Ана Иванова под ръководството на Пане Иванов. Знамето е изработено от червен плат с надписи „Тиквешки революционен район“ и „Свобода или смъртъ“, а под тях девойка с развято българско знаме, стъпила върху убит турски войник. Ушитото знаме е предадено на войводата Петър Илков и е използвано в Илинденското въстание. Повторно е използвано в Тиквешкото въстание, когато е пленено от сръбските войски. Съхранявано е в Белградския музей, но при бомбардировките на Белград през 1941 година изгаря.

## Знамена от Битолски революционен окръг

### Главно знаме на Битолски окръг
Извезано е от учителките Фотинка Петрова, Василка Стефанова-Попхристова, Анета Спирова Олчева, Аспасия Димова Якимова, Василка Поппетрова-Наранжова, Василка Лазева Лъжева, Параскева Ацева и други, по проект на абитуриентите от Битолската гимназия Драган Зографов и Арсени Йовков. На него са извезани надписите „Свобода или смъртъ“ и „Втори Мак. Одрин. Револ. Окръгъ: Битоля, Прилепъ, Леринъ, Костуръ, Крушово, Кичево, Дебъръ, Демиръ-Хисаръ“. От обратната страна на червен фон е изписано „Дерзай, народе. Богъ е с насъ“, както и християнски кръст. Предадено е на общата чета на Борис Сарафов. След въстанието знамето е пренесено в България, а през 1907 година с него е погребан Борис Сарафов.

### Демирхисарско знаме
На лицевата страна е изписан девиза „Свобода или смъртъ“, а на обратната страна на знамето е изписано в полукръг „Дерзай народе Богъ е с насъ“, а в него православен кръст с надпис „Демиръ Хисаръ“.

### Крушевско знаме
Знамето на 3-ти отряд на Пито Гули е направено от червен копринен плат, обшито с жълта сърма. В кръг е извезан девизът „Свобода или смъртъ – Знаме на Крушовската чета“, а в него ръкуващи се ръце като символ на единството и запален факел над тях. Връчено е на знаменосеца Георги Гинов. Предполага се, че знамето е съхранено в историческия музей в Истанбул.

### Леринско знаме
Знамето на Леринската чета принадлежало на четата на Дзоле Гергев. Изобразени са надписи „ВМОРОрганизация“ и „Леринска Околия“, всичко с главни букви. Знамето е известно от снимки направени по време на Младотурската революция. Знамето не е съхранено.

### Охридско знаме
Извезано е от охридските учителки Василка Размова, Константина Бояджиева, Славка Чакърова, Поликсена Мосинова. Направен е от червен копринен плат. Представлява девойка с български трибагреник в ръка и в него надпис „Свобода или смъртъ“ и изправен лъв, стъпил върху турско знаме. Осветено е на 5 август 1903 година край Куратица от поп Васил Попангелов пред 600 четници. Съхранява се в НВИМ.

### Прилепско знаме
Прилепското знаме е ушито от Анастасия (Ташка) Шопчева - Тошева, Фанка Ракиджиева, Фана Тошева, Коца Йосифова и Мария Иванова. Материалите са снабдени от поп Игнатия, а то е везано в дома на Хаджитошевци в града. Платът е от свила, половината зелен, половината маслинен, с жълти ресни изпредени от майката на Пере Тошев. Основно място на знамето заема икона на Богородица, а над нея надпис „Свобода или смърть“. Първоначално знамето е съхранявано в кутия от прилепската чета, но поради влага започва да се разлага. Предполага се, че е пренесно в свободна България, но дали е съхранено е неизвестно.

### Знаме на Ранци
Знамето от Илинденското въстание на село Ранци, пренесено в Лешок от Ангел Бояровски и предадено на Музея на Македония в Скопие. Направено е от червен памучен плат, едностранно извезано с бели и жълти конци и с размер 71 х 65 cm. В средата има два изправени и короносани бели лъва, около тях флорална рамка от бяло и под тях стоят буквите „В“ и „А“ и годината 1903. В четирите ъгли се намират четири по-малки лъвове, а от всичките страни знамето е обшито от друга червена лента с размер 5 cm. Според някои изследователи става въпрос за сватбено, а не революционно знаме.

### Стружко знаме
Знамето на Стружката чета е изработено от Васила Матова, Славка, Анастасия и Милица Чакърови и Царева и Константина Деребанови, Костадина Гълъбова, Катерина Нестерова, Костадинка Вангелова и Анастасия Милушева. Изработено е от червен копринен плат. На лицето върху него е избродирана жена с български трибагреник и надпис „Свобода или смъртъ“, а на гърба – лъв газещ турски знамена. Девойките, шили знамето, втъкават в женския образ, като символ на вграждането, кичури от своите собствени коси – без аналог в българската знаменна традиция. Знамето е предшествано от друго малко знаме, което обаче не е съхранено. Ушито е през 1902 година в дома на Апостол Чакъров.
Знаменосец на знамето е Милан Гагов от обединената чета на Кръстьо Калайджиев и Милан Танчев, която се съединява с тези на Лука Групчев, Яким Алулов и Марко Павлов. Началото на въстанието е обявено във Вевчани и там знамето е тържествено развято. Начело със знамето си стружани водят битки с войска и башибозук при Луково, Долни Дримкол, Малесията, Локва и Збъжде, а след потушаването му Милан Гагов го предава на Георги Чакъров, който го пренася в Свободна България. Предадено в НВИМ през 1982 година от Йорданка Миладинова-Чернова и нейния син инж. Климент Чернов.

### Знамена на Костурския революционен район
Костурският революционен район е създаден в 1898 година. При подготовката на Илинденско-Преображенското въстание са организирани осем центрови чети със свои знамена.

#### Блацко знаме
Знамето на центровата чета от Българска Блаца е изработено от ясночервен фон от две платна, а в ъглите е окрасено със сърмени киски. Приблизително е с размер 1,1 x 1,5 m. От едната страна е извезан паднал въстаник, върху когото млада мома поставя венец, а от другата страна с копринен конец е извезан стиха на „Хаджи Димитър“ от Христо Ботев: „Тоз, който падне в бой за свобода, той не умира, него жалеят небо и земя, звяр и природа и певци песни за него пеят.“ Негов знаменосец е Христо Лексов от Кондороби, а отбранявайки го загиват Андрей Сидов и Атанас Орлов. В сраженията знамето пострадва и е продупчено от седем куршума и е оплискано с кръв. Знамето вероятно е на чета под водачеството на Кузо Попдинов и участва в превземането на Клисура и Невеска.

#### Добролищко знаме
През Илинденското въстание е развявано от четата на Никола Добролитски. Знамето на четата от костурското село Добролище е запазено към средата на Втората световна война, когато Паскал Калиманов го показва на министър-председателя Богдан Филов в София през 1943 година. Добролищкото знаме представлява червен плат с пришит по-тъмен червен плат на него. Изобразени са надписи „Свобода или смъртъ“, кръст, „Да живее“, „Македония“, както и две млади жени, символизиращи Македония и Одринска Тракия. Съхранява се в архивите на МПО във Форт Уейн.

#### Дъмбенско знаме
Знамето на Дъмбенската центрова чета е извезано от учителките Маслина Грънчарова и Елена (Янакиева) Минасова,  но при началото на въстанието е предадено на Вишенския център. То е изработено от червен плат, като на аверса е изобразен лъв, стъпил на четири лапи, с пушка и разчупени окови, а на реверса стих на Христо Ботев от „Моята молитва“ и под него надпис „Свобода или смърть“. Бойният му път вероятно включва похода в областта Колония под водачеството на дъмбенския войвода Коста Здрольов, а негов знаменосец е Филип Караджов.

#### Загоричанско знаме
Знамето на четата от Загоричани, Костурско, е ушито от Маслина Грънчарова. Използвано е от селската чета, ръководена от Никола Марковски, по време на Илинденско-Преображенското въстание, а негов знаменосец е първо Георги Попхристов от Куманичево, а след смъртта му от Иван Колокотронов. Андон Шалев емигрира в София и спасява знамето. Дълги години то е поставено над тленните останки на Гоце Делчев в Македонския културен дом, но понастоящем е загубено. Най-вероятно в 1941 година е отнесено обратно в Загоричани, където е посрещнато тържествено от местните българи, обаче по спомени на местни жители е изгорено през 1948 година със съхраняващата го там Доца Маркова от гръцката полиция.
Знамето представя изправен коронован лъв, държащ в лапи ятаган и пушка. Над него е извезан надпис „Свобода или смъртъ“, в долния край на знамето „20 юли 1903 г. Загоричени“, а в четирите ъгъла полумесеци.
Размерът му е по-малък от 1 x 1 m и е от тъмно червен плат.

#### Кономладско знаме
Кономладското центрово знаме е изработено от ясночервен фон от две платна, а в ъглите е окрасено със сърмени киски. Приблизително е с размер 1,1 x 1,5 m. На едната страна е изобразена млада жена със сабя в ръка, а под краката си тъпче полумесец. От другата страна с копринен конец е извезан стиха от „Молитва“ на Христо Ботев: „Вдъхни всеки му, о Боже, любов свята за свобода та като въстане роба, в редовете на борбата да си намера и аз гроба.“ В сраженията знамето пострадва и е продупчено от осемнадесет куршума, а една граната разкъсва средната му част. Знаменосец е Новачко Котев от Кономлади.
То е предадено на четата на Васил Котев и при смъртта на войводата в Лаген е закопано в близост до него.

#### Косинско знаме
Знамето, ушито от учителката Виктория Михайлова за центровата чета от Косинец, е предадено на Дъмбенската центрова чета със знаменосец Лазар Палчев и заместник-знаменосец Иван Прешленков от Дъмбени. Предадено е първоначално на четата на Атанас Кършаков, след което е включено в дъмбенско-косинечкия отряд на Коста Здрольов и участва в похода в Колония.

#### Мокренско знаме
Знамето на центровата чета в Мокрени, извезано от учителката Мария Вангелова, е червено с от едната страна извезан златен лъв, а от другата надпис „Свобода или смърть“. Знаменосец е Картела Тегов Пачин. Бойният му път е с четата на Никола Андреев заедно с отряда на Манол Розов при превземането на Клисура и Невеска.

#### Смърдешко знаме
Няма запазена информация за центровото знаме на Смърдешката чета, освен че е ушито от Зоя Чекаларова - Марковска. Най-вероятно то е представлявало червен квадратен плат с надпис „Свобода или смърть“, а под него млада жена, въоръжена със сабя в ръка, застанала над полумесец. Четата със знамето е под водачеството на Стерьо Стерьовски и участва в боевете при Апоскеп и други. Вероятно е развявано от четата на Васил Чекаларов през Балканските войни, след което следите му се губят.

## Серски революционен окръг

### Банскалийско знаме
Ушито е от Елисавета Ушева и Спаска Георгиева по проект на учителя Васил Теофилов от Белица. На знамето била изобразена девойка, стъпила върху разкъсана верига. В ръцете ѝ копие с хоругва и надпис „Свобода или смъртъ“. Запазено е след потушаването на въстанието и отново използвано през Балканската война от отряда на Христо Чернопеев, Пейо Яворов, Лазар Колчагов и Йонко Вапцаров. Знаменосец е Миле Колчагов.

### Мехомийско знаме
Знамето е ушито от Райна Каназирева и Елена Калайджиева. Върху вишнево червен копринен плат с бели конци в полукръг е извезан девиза „Свобода или смъртъ“, а в средата девойка с разкъсани вериги.

## Скопски революционен окръг

### Велешко знаме
Велешкото знаме е познато от фотография на четата на Никола Дечев. Представлявало е квадратно знаме, с череп и кости и надпис „Свобода или смърть“.

### Кратовско знаме
Знамето е изработено от червен плат, а върху него има изправен лъв с надписи „Кратово“ и „1903“. На гърба са нарисувани череп и кръстосани кости. Знамето е предадено на четата на Йордан Спасов. Между 1950 – 1980 година знамето е в Музей за история на София, след което е предаден на НИМ, където се съхранява до днес.

### Кумановско знаме
Знамето е изработено от червен плат с девойка в народна носия в средата. Над нея е изписан надписа „Освободена Македония“, а под нея „Куманово“. На лицевата страна стои надпис „Илинденъ“ и „1903“, а в средата има въоръжен четник. До 1965 година се съхранява в Община Куманово, след което е изложено в Историческия музей - Куманово.

### Радовишко знаме
Знамето е изработено от Зоица Кокотанова от Радовиш и Ефросина Попиванова от Пехчево, учителки съответно в Дедино и Воиславци. Развято е от четата на войводата Никола Жеков.

## Струмишки революционен окръг

### Струмишко знаме
Знамето не е запазено и няма информация как е изглеждало, но е ушито от учителката Николина Хр. Владичева от Ресен, съпруга на революционера Гьошо Илиев.
На запазена фотография от лятото на 1941 година се вижда революционно знаме от Струмишко, на което е изобразена девойка в бяла рокля с развято тъмно знаме в една ръка, а в другата със сабя. В краката ѝ лъв.

## Одрински революционен окръг

### Ахъчелебийско знаме
Знамето е ушито на червен плат в 1898 година от учителките Тота Дончева, Стана Велева и Жека Кефилска, през 1903 година Дора Тодорова Шишманова и Мария Стоилова Шишкова допълват с везмо надписа „1903 г.“. Освен него на лицевата страна са изписани изправен лъв и надпис „Свобода или смъртъ“, а на обратната - абревиатурата „М.К.Р.А“ (вероятно Местен Комитет Родопи Ахъчелебийски) и „Централни Родопи“. Знаменосец е бил Никола Шишманов. Знамето е съхранено и използвано от Родопския партизански отряд, след което е предадено на НВИМ.

### Заберновско знаме
Знамето на VIII стоиловски революционен участък (селата Стоилово, Заберново и Калово — Малкотърновско) е изработено от Дико Джелебов от червен плат и е рисувано от Йордан Мешков. На него със златиста боя е изрисуван изправен въоръжен лъв с надписи „Свобода или смъртъ“, „Тозъ, който падне въ бой за свобода, той не умира. Него жалеят земя и небо, звяръ и природа и певци за него пеятъ“ и „1903 г. с. Заберново“. Знаменосец е Георги Стефанов. След въстанието знамето е съхранявано от Петър Горов, който го предава на НВИМ през 1938 година.

### Лозенградско знаме
Знамето е рисувано от Георги Попкиров за четата на Лазар Маджаров. Извезано е от учителките Рада Бояджиева, Невяна Аргирова, Милка Николова, Русия Найденова и Мария Попстоянова по инициатива на главния учител Тодор Петков. Отпред е нарисувана жена, облечена в розова дреха и наметната със сив плащ. В ръка държи знаме с девиза „Свобода или смъртъ“, а до нея е изписан стиха „Тозъ, който падне въ бой за свобода, той не умира“. На обратната страна е изрисуван надписа „Македонска революционна организация“ и череп с кости. Знамето е изгорено преди въстанието, за да не бъде заловено. След началото на въстанието Лазар Маджаров използва друго знаме, направено от оранжев копринен плат. На лицевата му страна е извезан текст „Лозенград 1903 г.“, а в полукръг „Македоно-Одрински революционенъ комитетъ“. На обратната страна е поставен девизът „Свобода или смъртъ“ и „Дерзай народе, Богъ е съ тебе!“. Знамето е запазено и предадено на Пловдивския исторически музей, а през 1943 година на НВИМ.

### Малкотърновско знаме
Знамето е ушито от учителките Милка Атанасова Загорчева от Малко Търново и Милка Иванова от Лозенград. На лицевата му страна са изписани „Вътрешна Македоно-Одринска Революционна организация „Странджа““. На обратната страна е извезан девиз „Свобода и човешки правдини“. То е развявано от четата на Георги Кондолов. След потушаването на въстанието знамето е предадено на председателя на Македоно-одринското дружество в Алан Кайряк Стамо Грудов. След това знамето се изгубва.

## Галерия
- Андон Шалев със знамето на Загоричани, 1943 г.
- Въстаник от Крушево със знамето на четата на Пито Гули (възстановка)
- Четата на Петър Чаулев със знамето на охридските въстаници.
- Обединената леринска чета на Дзоле Гергев Стойчев и Стойчо Иванов с Леринското знаме след Младотурската революция, 1908 г.
- Кръсте Льондев, Дзоле Гергев, Кръсте Маликов, и други с Леринското знаме след Младотурската революция, 1908 г.
- Възпоменателно знаме на четите на Битолския революционен окръг след Младотурската революция, 1908 г.
- Кръсте Льондев и неговата чета с възпоменателното знаме на Битолския революционен окръг, 1908 г.
- Четата на Яне Сандански със знамето и български офицери през Балканската война, 1912-1913 г.
- Честване на Илинден в Струмица през 1941 г.,[36] в средата революционно знаме
- Втората велешка чета на Никола Дечев със знамето, 24 март 1903 година
- Дъмбенската чета през Младотурската революция пред затвора в Костур.
- Кратовската чета на Атанас Бабата през 1903 година с Кратовското знаме